# Kleiner Batschka-Kanal
Der Kleine Batschka-Kanal (serbisch Мали бачки канал/Mali bački kanal, früher Franz-Josephs-Kanal (ungarisch: Ferenc József öntöző-csatorna) bzw. Alexanderkanal) ist ein Binnenschifffahrtskanal im westlichen Batschka-Tiefland (Region Vojvodina, Serbien). Er ist Teil des Donau-Theiß-Donau-Kanalsystems und verbindet den Großen Batschka-Kanal mit der Donau.

## Verlauf
Der Kleine Batschka-Kanal beginnt südöstlich von Sombor bei Mali Stapar bzw. westlich Sivac, wo er vom Großen Batschka-Kanal nach Südosten abzweigt. Nach etwa 66 km Länge erreicht der Kanal die Großstadt Novi Sad, wo der Kanal aus Nordwesten kommend von links in die Donau mündet. Der Kanal verkürzt den Schifffahrtsweg von Bezdan (am Dreiländereck Ungarn/Kroatien/Serbien) nach Novi Sad auf 75 km (statt 170 km auf der Donau). In Novi Sad wird der Kleine Batschka-Kanal als Donau-Theiß-Donau-Kanal (Kanal DTD) bezeichnet.
Der Kleine Kanal besitzt 4 Schleusen und ist durchschnittlich 2 m tief. Im Gegensatz zum Großen Batschka-Kanal ist der Kleine Kanal deutlich geradliniger und besitzt nur wenige Biegungen. 
Der Kleine Batschka-Kanal besitzt 4 Kanalabzweigungen, darunter einen Verbinder zum Großen Kanal.

## Geschichte
Der Kanal wurde 1871 bis 1875 vom Königreich Ungarn zum Zwecke der Binnenschifffahrt kleiner Schiffe und der Bewässerung gebaut. Er trug bis 1918 den Namen des Kaisers Franz Joseph I. von Österreich-Ungarn, danach den Namen des Königs Alexander von Jugoslawien. Er befand sich vollständig im Komitat Bács-Bodrog.